# Квета
Квета (урд. کوئٹہ) је главни град пакистанске покрајине Белуџистан. Према процени из 2006. у граду је живело 759.894 становника.

## Становништво
Према процени, у граду је 2006. живело 759.894 становника.
| 1981.   | 1998.   | 2006.   |
| ------- | ------- | ------- |
| 285.719 | 560.307 | 759.894 |